# 79647 Ballack
79647 Ballack este un asteroid din centura principală de asteroizi.

## Descriere
79647 Ballack este un asteroid din centura principală de asteroizi. A fost descoperit pe 22 septembrie 1998 la Drebach de Gerhard Lehmann și Jens Kandler. Asteroidul prezintă o orbită caracterizată de o semiaxă mare de 2,40 ua, o excentricitate de 0,14 și o înclinație de 1,8° în raport cu ecliptica.